# Sả Sri Lanka
Sả hay sả Sri Lanka (danh pháp hai phần: Cymbopogon nardus) là cây lâu năm thuộc họ Hòa thảo, có nguồn gốc ở châu Á nhiệt đới.
Cây sả được dùng làm vị thuốc trong đông y và làm gia vị tại một số nước châu Á như Việt Nam, Thái Lan...
Cây sả cũng như được sử dụng để sản xuất tinh dầu sả. Tinh dầu sả chứa từ 20% đến 40% geraniola và citronellola, 40% đến 60% citronellala.

## Hình ảnh

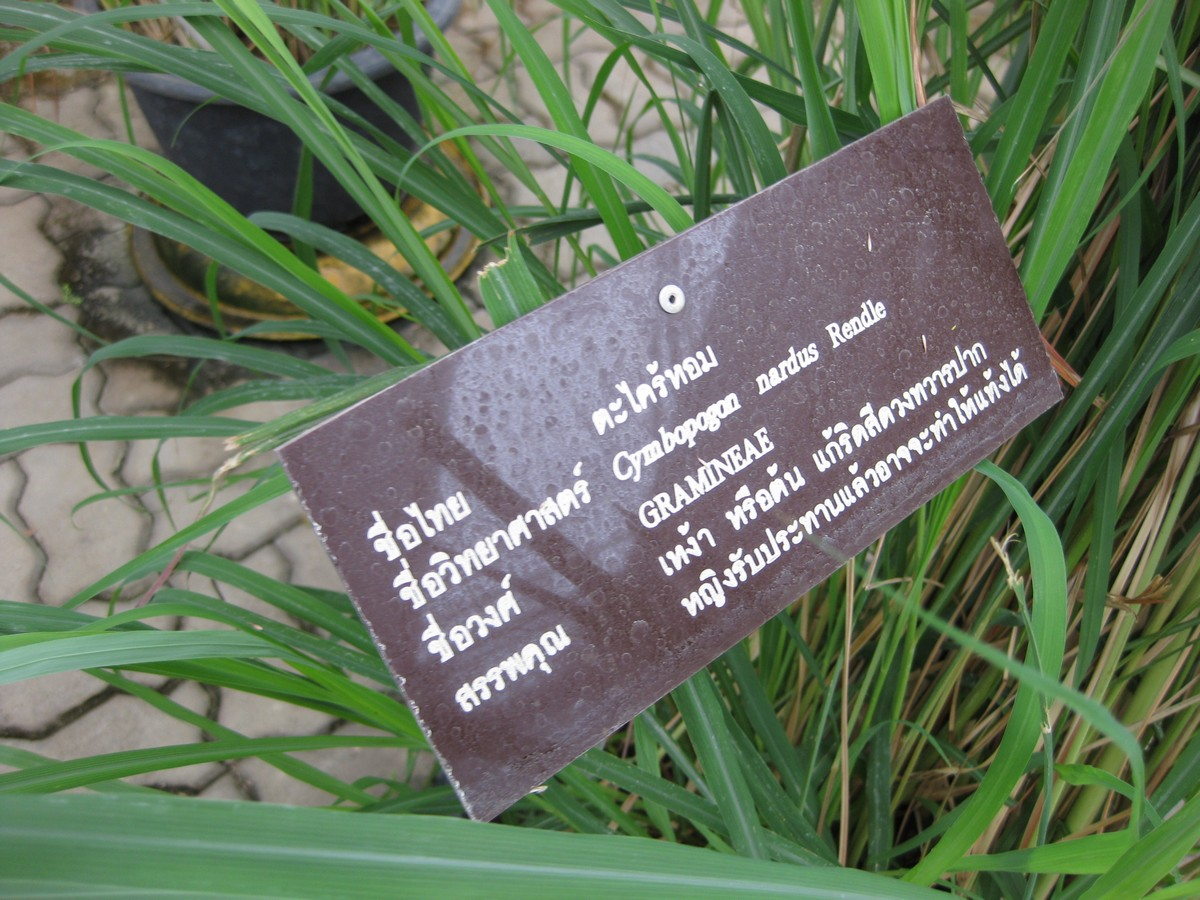
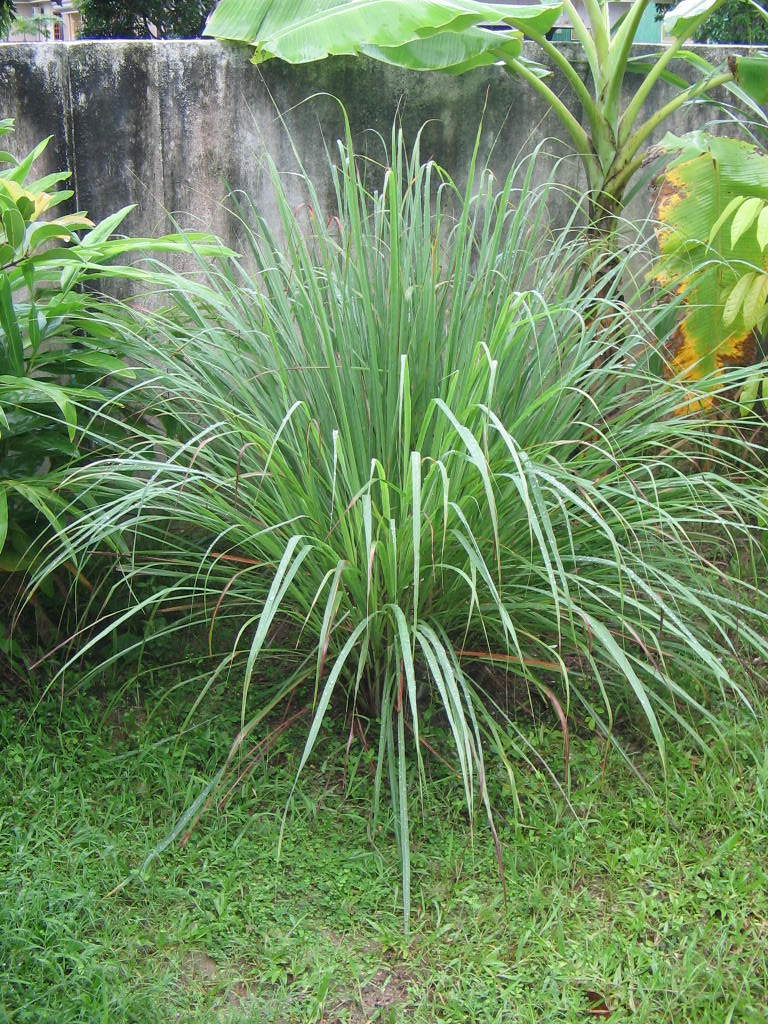
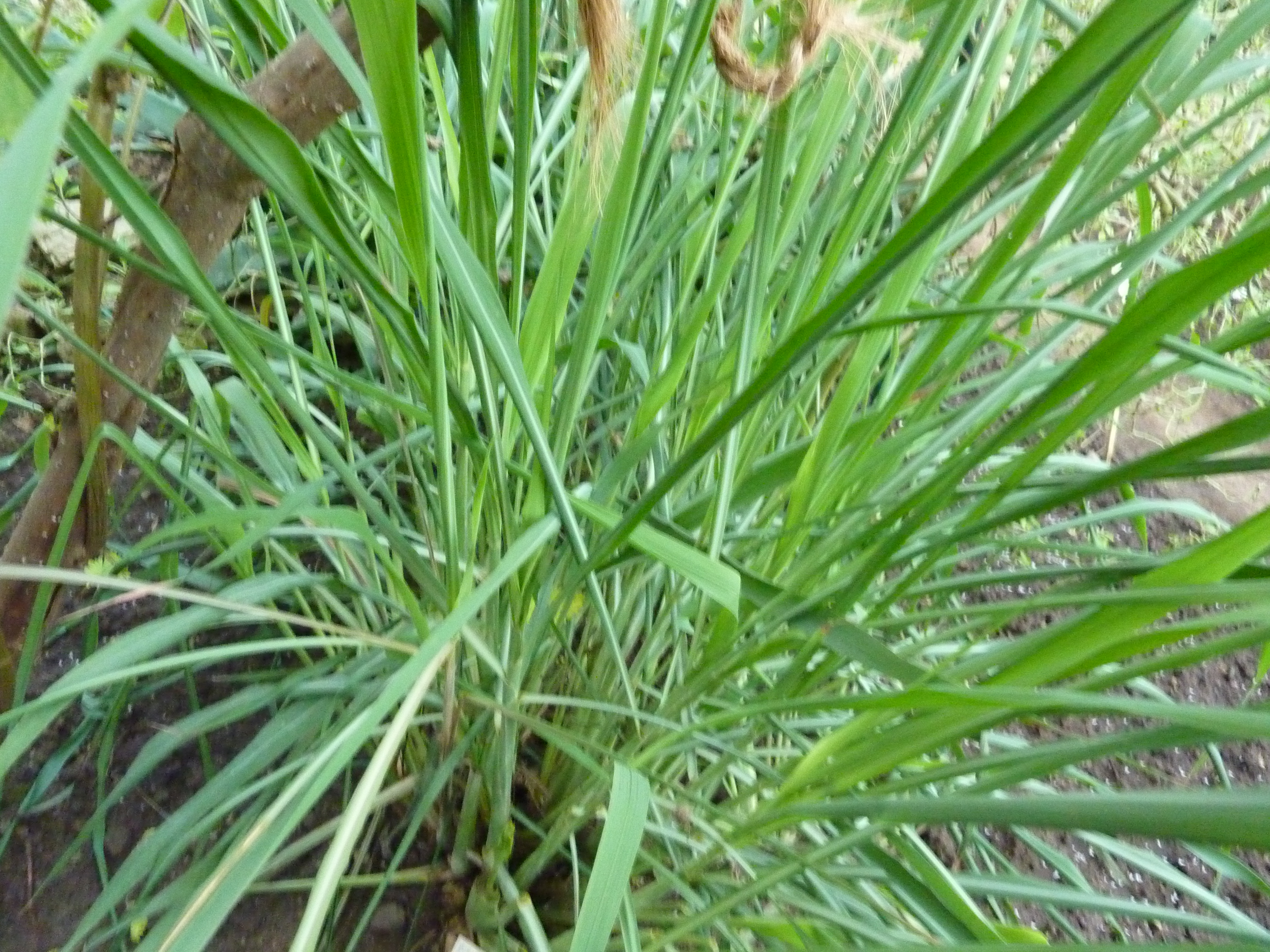